# میگل آنخل بوستیلو
میگل آنخل بوستیلو (انگلیسی: Miguel Ángel Bustillo; ۹ سپتامبر ۱۹۴۶ – ۳ سپتامبر ۲۰۱۶) بازیکن فوتبال اهل اسپانیا بود، که در باشگاه‌های رئال ساراگوسا، بارسلونا و سی دی مالاگا بازی کرده‌است. او بین سال‌های ۱۹۶۸ تا ۱۹۶۹ پنج بار برای تیم ملی فوتبال اسپانیا بازی کرد و دو گل زد.
وی همچنین در تیم ملی فوتبال اسپانیا بازی کرده‌است.